# (1161) Thessalia
(1161) Thessalia est un astéroïde de la ceinture principale découvert le 29 septembre 1929 par l'astronome allemand Karl Wilhelm Reinmuth. Le lieu de découverte est Heidelberg (024). Il a été nommé d'après la région de Grèce la Thessalie.
Sa désignation provisoire était 1929 SF. Sa distance minimale d'intersection de l'orbite terrestre est de 1,911040 ua.